# Figeac
Figeac település Franciaországban, Lot megyében. Lakosainak száma 9757 fő (2022. január 1.). Figeac Béduer, Camboulit, Camburat, Capdenac, Faycelles, Lissac-et-Mouret, Lunan, Planioles és Viazac községekkel határos.

## Népesség
A település népességének változása:
| Lakosok száma | 9593 | 9667 | 9549 | 9943 | 9826 | 9826 | 9792 | 9802 | 9784 | 9757 |
|               | 1968 | 1982 | 1990 | 2006 | 2013 | 2015 | 2017 | 2019 | 2020 | 2022 |

## Híres szülöttei
- Jean-François Champollion – klasszika-filológus, orientalista, az ókori egyiptomi hieroglif írás megfejtője
- Charles Boyer – színész